# Даладье, Эдуар
Эдуа́р Даладье́ (фр. Édouard Daladier; 18 июня 1884, Карпантрас, департамент Воклюз, Франция — 11 октября 1970, Париж) — французский политик, государственный деятель, премьер-министр Франции в 1933, 1934, 1938—1940 годах.

## Биография
Сын сельского пекаря. Образование получил в Лицее (lycée Duparc) Лиона. Преподавал историю в различных учебных заведениях. Политическую карьеру начал в 1912 году, став мэром своего родного города. В Первую мировую войну был мобилизован в августе 1914 года, воевал на Западном фронте, дослужившись от сержанта до командира роты в звании капитана. Участник битвы при Вердене. Награждён орденом Почётного легиона и Военным крестом.
В 1919 году избран в Палату депутатов от Республиканской партии радикалов и радикал-социалистов.
В 1924—1928 годах начал свою политическую карьеру на различных министерских должностях. После вступления в партию радикальных социалистов становится одним из её лидеров. В течение 1933 и 1934 годов являлся главой правительства. Его правление ознаменовалось вооружёнными столкновениями между представителями крайне правых и крайне левых партий в Париже. 6 февраля 1934 года, после неудачного штурма здания парламента Франции боевиками профашистских организаций «Боевые кресты», «Аксьон франсез» и других, Даладье подал в отставку.
В новом правительстве Народного фронта 1936 года возглавил военное министерство. После падения правительства Народного фронта 10 апреля 1938 года вновь стал премьер-министром. «Даладье слаб и нерешителен», — писал тогдашний посол СССР во Франции Яков Суриц в Москву. В сентябре 1938 года участвовал в заключении Мюнхенского соглашения, отказавшись от союзнических обязательств по отношению к Чехословакии. В марте 1940 года ушёл в отставку с поста премьера, сохранив должность министра обороны. После неудачного для Франции начала боевых действий, 18 мая 1940 года оставил и этот пост.
В ходе оккупации Франции нацистской Германией 21 июня 1940 года вместе с 27 депутатами и сенаторами отплыл из Бордо во французское Марокко. В августе 1940 был там арестован и предан суду («Риомский процесс»), инициированному правительством Виши. Содержался в тюрьме во Франции с 1940 года. В апреле 1943 года депортирован в Германию, где сначала содержался в Бухенвальдском концлагере, а с мая 1943 года в замке Иттер в Австрии до окончания Второй мировой войны.
В 1946—1958 годах член Палаты депутатов. Занимал должность мэра Авиньона (1953—1958). В 1958 году Даладье был в оппозиции к правительству Шарля де Голля, но проиграл выборы в парламент и оставил политическую деятельность.
Похоронен на кладбище Пер-Лашез.